# مارخزنده
مارخزنده (نام علمی: Ophiderpeton) نام یک سرده از رده دوزیستان است.